# Воловик Лариса Фаліївна

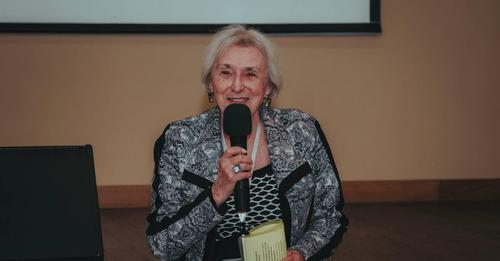
Виступ Лариси Воловик на черговій конференції

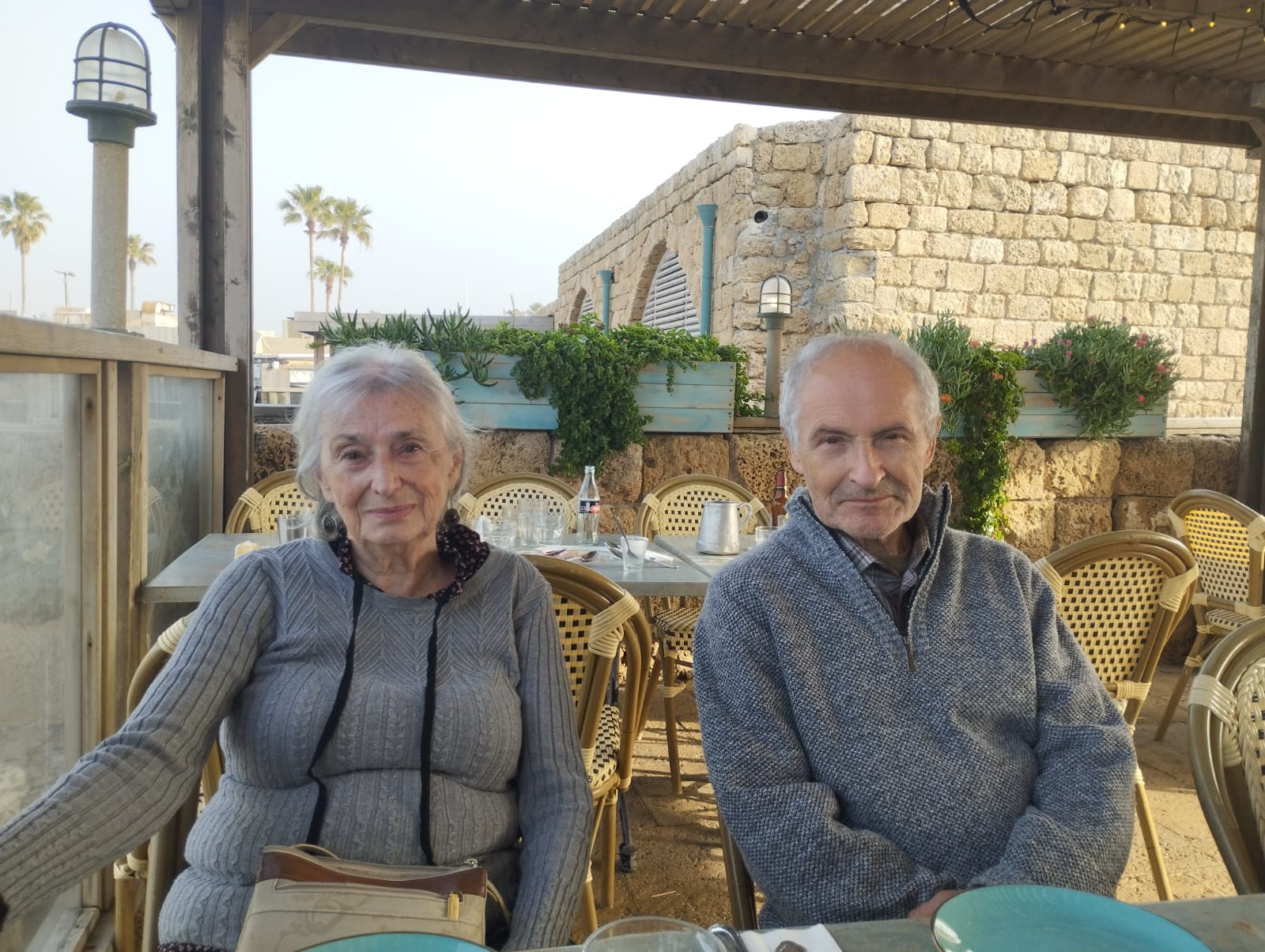
Лариса Воловик з чоловіком Леонідом Леонідовим, Кесарія, Ізраїль, 2023 рік

Лариса Фалєєвна Воловик (нар. 1 січня 1939, Кролевець, Сумська область, Україна — 14 липня 2023, Герцлія, Ізраїль) — українська єврейська громадська діячка, музейна фахівчиня, засновниця та керівниця першого в Україні Харківського музею Голокосту, журналістка, головна редакторка газети «Дайджест Є». Заслужений працівник культури України (2004). Член Національної Спілки журналістів України.

## Біографія
Лариса Фалєєвна Воловик народилася 1 січня 1939 року в місті Кролевець Сумської області Української РСР в єврейській родині. Батько — Воловик Фалья Айзикович (1906—1954), мати —  Воловик Сіма Юхимівна (Брагінська) (1905—1996). З початком Другої світової війни в Україні родина Воловиків, рятуючись від нацистських переслідувань, виїхала до міста Семипалатинськ (Казахстан). Її дідусь і бабуся по материнській лінії залишилися в Кролевці, були розстріляні нацистами. Повернулася з сім'єю з евакуації в 1946 році в місто Артемівськ (нині Бахмут), навчалася в середній школі. Закінчила школу зі срібною медаллю, поїхала до Харкова з наміром вступити до Харківського університету. Її попередили, що єврейка навряд чи зможе вступити до нього. Вступила до Харківського електротехнічного технікуму зв'язку. У 1973 році, поєднуючи навчання і роботу, закінчила Харківський інститут радіоелектроніки, захистивши диплом за фахом «інженер електронної техніки». Працювала старшим інженером на радіорелейних станціях Всесоюзних та українських радіорелейних магістралей. Під час перебудови в СРСР, брала активну участь у громадському русі за відродження єврейської духовності та культури.  
У 1991 році була обрана відповідальним секретарем Харківського обласного комітету «Дробицький Яр». Займалася увічненням пам'яті жертв нацистського геноциду в Харкові та Харківській області. У 1992 році створила програму «Праведники народів світу». У 1995 році зареєструвала газету «Дайджест Є», понад 25 років була її головним редактором. Входила до складу Національної спілки журналістів України. У 1996 році вона заснувала перший в Україні музей Голокосту, який очолювала до кінця життя.
Пішла з життя 14 липня 2023 року. Церемонія прощання з Ларисою Воловик відбулася 16 липня на кладовищі у Герцлії (Ізраїль).

## Харківський музей Голокосту
14 грудня 1996 року, після Церемонії пам'яті, присвяченій 55-м роковинам трагедії Дробицького Яру, до будівлі на вулиці Ярослава Мудрого, 28 (колишня вулиця Петровського у місті Харкові), під'їхав переповнений автобус. Ініціаторка створення та засновниця музею Голокосту — Лариса Воловик у невеликому приміщенні провела першу екскурсію. Серед присутніх на цій екскурсії були і діти загиблих у харківському гетто та Дробицькому Яру, були і колишні в'язні гетто, яким вдалося вижити, і ті рятівники, завдяки яким їм вдалося вижити. Це була розповідь в'язнів гетто, розповідь про них, про їхню долю.
Історія музею перевалила за чверть століття. За ці роки Харківський музей Голокосту, який створювався не «завдяки», а «всупереч» розвивався: збільшилася площа виставкових залів і кількість експонатів. Музей вийшов на більш високий рівень, став науково-освітнім центром не тільки про Голокост, а й про історію євреїв з власною бібліотекою, фільмо- і відеотекою, архівом.
У музеї постійно проводилися виставки. У 2011 році Л. Воловик підготувала унікальну виставку — «Не підлягає забуттю» робіт київського художника Зіновія Толкачова (1903—1977). На бланках концтаборів були зроблені малюнки в той час, коли разом з Червоною армією в 1944—1945 роках, він потрапив до концтаборів Майданек і Освенцим.
Протягом останніх двох років музей під керівництвом Л. Воловик організовував освітні виставки. Наприклад, «Вони зустрілися в Харківському музеї Голокосту», який присвячений великому українському поету Тарасу Шевченку та єврейському письменнику Шолом-Алейхему. Виставка «Вони ніколи не стануть дорослими» — присвячена дітям, які загинули в полум'ї Голокосту.

З відгуків у книзі відвідувачів:
«Я захоплююся, як вдалося створити таку переконливу виставку різних матеріалів про Голокост у таких обмежених умовах. По суті, в просторових рамках однієї кімнати Лариса Воловик втиснула всю основну інформацію про весь трагічний період європейської та єврейської історії. В Ізраїлі, Вашингтоні та інших країнах така ж мета досягається у виставках величезних музеїв і меморіалів. Принаймні тим, хто не знає, як християнський світ, використовуючи війну як привід, розправився з третиною нашого народу, буде добре почати з цього музею».— 
Співробітник Зали імен Меморіалу Голокосту та героїзму європейського єврейства в Ізраїлі Іцхак Мошкович

## Програма «Праведники народів світу»
У 1992 році Лариса Воловик заснувала програму «Праведники народів світу», яку очолювала 30 років. Метою програми є пошук людей різних національностей, які під час Другої світової війни допомогли євреям уникнути нацистських переслідувань, врятували їх від смерті, ризикуючи власним життям та життям своїх сімей. Програма сприяла оформленню документів для рятівників євреїв, які були відправлені до Єрусалиму, до державного національного меморіалу Катастрофи (Голокосту) та Героїзму «Яд Вашем». За результатами представлених документів, складених особисто Ларисою Воловик, 92 харків'янам та мешканцям інших міст України було присвоєно почесне звання «Праведник народів світу», а потім вони отримали фінансову допомогу від Фонду «Праведники народів світу». За цю діяльність Л. Воловик отримала Лист подяки від Посла Держави Ізраїль в Україні пані Анни Азарі.
У Харківському музеї Голокосту створено спеціальний розділ «Праведники народів світу», який користується підвищеною увагою відвідувачів. Екскурсія музеєм традиційно завершується оглядом та інформацією про представлені світлини з рятувальниками та врятованими людьми.

## Газета «Дайджест Є»
"Дайджест Є" видається з грудня 1995 року. У своїй прощальній промові про Ларису Воловик професор Ілля Альтман зазначив, що кожен номер щомісячної газети «Дайджест Є" відкривався відомим віршем Юрія Левітанського:
Кожен вибирає для себе сам

Жінку, релігію, дорогу,

Служити дияволу або пророку

Кожен вибирає для себе сам.
Лариса Воловик була редакторкой цього видання. У бібліотеці Центру Голокосту зберігається 270 випусків «Дайджест Є». Багато нотаток і статей цього видання — реальних хронік подій Голокосту в Харкові, Україні та світі.
Одна з них присвячена маловідомим сторінкам історії «Списку Шиндлера». Деякі матеріали, наприклад, інтерв'ю з професором Бар-Іланського університету Анною Гейфман про схожість трагедії бесланських заручників і в'язнів Аушвіца, були передруковані в бюлетені Голокосту. З «Дайджест Є» я дізнався дивовижну історію порятунку євреїв Албанії. Особливо близька ця тема Ларисі..    

## Політичні погляди
Політичні погляди Лариси Воловик були проукраїнськими. Вони ніколи не змінювалися. Л. Воловик засудила діяльність тих українських політиків, які у важкі для нашої держави часи замість допомогти в вирішенні проблем, свідомо погіршували ситуацію в країні. 
На історико-практичної конференції пам'яті про трагічні події у Дробицькому Яру (15.12.2016), лише Лариса Воловик у своєму виступі говорила про країну Росію, яка зробила великий внесок у перемогу над фашистською Німеччиною, а нині перетворилася на фашистську державу, здійснюючи агресію проти України та захоплюючи частину її територій.  
Л. Воловик рішуче засудила російське вторгнення в Україну 24 лютого 2022 року. Вона вірила в перемогу України, була категорично проти припинення бойових дій на умовах агресора, не вірила обіцянкам російського керівництва, наводячи численні історичні приклади обману, вчиненого правителями російських держав.

## Особисте життя
Перший шлюб з Михайлом Гавриловичем Столбою з 1961 по 1971 рік.
Другий шлюб з Леонідом Петровичем Леонідовим з 1980 року і до кінця життя.
Дочка Юлана (1962 р.н.), онуки: Соня (1986 ), Віра (1989 ), правнучка Сара (2011 ).  

## Премії та нагороди
- Заслужений працівник культури України (2004);
- Почесна грамота Верховної Ради України (2019);
- Подяка Прем'єр-міністра України (двічі у 2019);
- Почесна грамота Міністерства культури України (2018);
- Почесна відзнака Харківської обласної ради «Слобожанська слава» (2019);
- Почесна грамота Харківської обласної державної адміністрації (2009, 2019 );
- Почесна грамота Харківської обласної ради (2016);
- Лауреат премії Харківської міської ради (2010);
- Почесна грамота Харківської міської ради (2011, 2016);
- Занесена до Книги рекордів України (2019);
- Орден Всеукраїнського єврейського конгресу (2004);
- Відзнака «Об'єднана Країна»— "За збереження історії"[5];
- Удостоєна звання "Харків'янка року" (2004).